# HD 17390
HD 17390，又名BD-22 479，SAO 168045、HR 826，是一颗恒星，视星等为6.49，位于銀經207.44，銀緯-63.24，其B1900.0坐标为赤經2h 42m 12.4s，赤緯-22° -63.24′ 34″。